# ستيف ليبي
ستيف ليبي (بالإنجليزية: Steve Libby)‏ هو لاعب كرة قاعدة أمريكي، ولد في 8 ديسمبر 1853 في Scarborough, Maine ‏ في الولايات المتحدة، وتوفي في 31 مارس 1935 في ميلفورد في الولايات المتحدة.